# 蒙叙尔旺
蒙叙尔旺（法語：Montsurvent，法語發音：[mɔ̃syʁvɑ̃]）是法国芒什省的一个旧市镇，属于库唐斯区。2019年，蒙叙尔旺与临近的2个市镇并入市镇滨海古维尔。

## 地理
蒙叙尔旺（49°6'54"N, 1°29'52"W）面积8.33 平方千米，位于法国诺曼底大区芒什省，该省份为法国西北部沿海省份，西、北、东北三面环大西洋，东起顺时针与卡爾瓦多斯省、奧恩省、马耶讷省和伊勒-维莱讷省接壤。
与蒙叙尔旺接壤的市镇（或旧市镇、城区）包括：米讷维尔勒班加尔、昂克特维尔、布瓦罗热、热福斯、塞尔维尼、滨海古维尔、圣索沃尔维拉日。

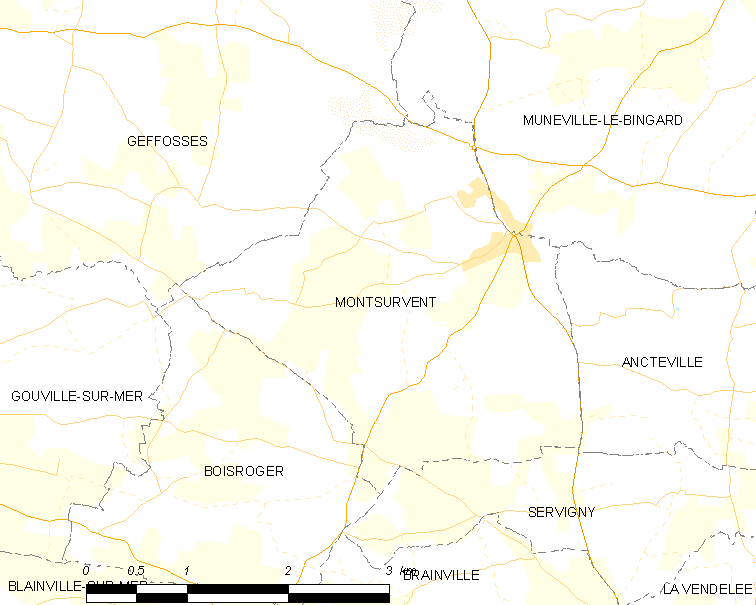
蒙叙尔旺的OSM定位图

蒙叙尔旺的时区为UTC+01:00、UTC+02:00（夏令时）。

## 行政
蒙叙尔旺的邮政编码为50200，INSEE市镇编码为50354。

## 政治
蒙叙尔旺所属的省级选区为阿贡-库坦维尔县。

## 人口

1962-2008年间蒙叙尔旺人口变化图示

蒙叙尔旺于2018年1月1日时的人口数量为472人。